# Baseboll vid olympiska sommarspelen 2004
Basebollturneringen vid olympiska sommarspelen 2004 avgjordes i Hellenikos olympiska komplex. Denna turnering var öppen endast för herrar. Damerna spelade softball, vilket i det närmaste motsvarar baseboll.
Först möttes alla lagen, vilket innebar sju spel per lag. De fyra bästa lagen gick vidare till medaljtävlingar, det vill säga två semifinaler, bronsmatch och final. 

## Medaljörer
| Gren   | Guld | Silver | Brons |
| Herrar | Kuba Danny Betancourt Luis Borroto Frederich Cepeda Yorelvis Charles Michel Enríquez Norberto González Yulieski Gourriel Pedro Luis Lazo Roger Machado Jonder Martínez Danny Miranda Frank Montieth Vicyohandri Odelín Adiel Palma Eduardo Paret Ariel Pestano Alexei Ramírez Eriel Sánchez Antonio Scull Carlos Tabares Yoandri Urgellés Osmani Urrutia Manuel Vega Norge Luis Vera | Australien Craig Anderson Tom Brice Adrian Burnside Gavin Fingleson Paul Gonzalez Nick Kimpton Brendan Kingman Craig Lewis Graeme Lloyd Dave Nilsson Trent Oeltjen Wayne Ough Chris Oxspring Brett Roneberg Ryan Rowland-Smith John Stephens Phil Stockman Brett Tamburrino Rich Thompson Andrew Utting Ben Wigmore Glenn Williams Jeff Williams Rodney van Buizen | Japan Ryoji Aikawa Yuya Ando Atsushi Fujimoto Kosuke Fukudome Hirotoshi Ishii Hisashi Iwakuma Hitoki Iwase Kenji Johjima Makoto Kaneko Takuya Kimura Masahide Kobayashi Hiroki Kuroda Daisuke Matsuzaka Daisuke Miura Shinya Miyamoto Arihito Muramatsu Norihiro Nakamura Michihiro Ogasawara Naoyuki Shimizu Yoshinobu Takahashi Yoshitomo Tani Koji Uehara Kazuhiro Wada Tsuyoshi Wada |

## Resultat

### Matcher

#### Rankingrunda
I gruppspelet mötte alla lag varandra och de fyra bästa lagen (Japan, Kuba, Kanada och Australien) gick vidare. 
| Nation        | Segrar | Förluster | Tiebreaker |
| ------------- | ------ | --------- | ---------- |
| Japan         | 6      | 1         | 1-0        |
| Kuba          | 6      | 1         | 0-1        |
| Kanada        | 5      | 2         |            |
| Australien    | 4      | 3         |            |
| Taiwan        | 3      | 4         |            |
| Nederländerna | 2      | 5         |            |
| Grekland      | 1      | 6         | 1-0        |
| Italien       | 1      | 6         | 0-1        |

#### 15 augusti
| Tid   | Lag 1         | Resultat | Lag 2    |
| ----- | ------------- | -------- | -------- |
| 10:30 | Australien    | 1-4      | Kuba     |
| 11:30 | Japan         | 12-0     | Italien  |
| 18:30 | Taiwan        | 0-7      | Kanada   |
| 19:30 | Nederländerna | 11-0     | Grekland |

#### 16 augusti
| Tid   | Lag 1         | Resultat | Lag 2      |
| ----- | ------------- | -------- | ---------- |
| 10:30 | Taiwan        | 3-0      | Australien |
| 11:30 | Italien       | 3-9      | Kanada     |
| 18:30 | Nederländerna | 3-8      | Japan      |
| 19:30 | Grekland      | 4-5      | Kuba       |

#### 17 augusti
| Tid   | Lag 1      | Resultat | Lag 2         |
| ----- | ---------- | -------- | ------------- |
| 10:30 | Kanada     | 7-0      | Nederländerna |
| 11:30 | Grekland   | 1-7      | Taiwan        |
| 18:30 | Australien | 6-0      | Italien       |
| 19:30 | Japan      | 6-3      | Kuba          |

#### 18 augusti
| Tid   | Lag 1      | Resultat | Lag 2         |
| ----- | ---------- | -------- | ------------- |
| 10:30 | Italien    | 4-10     | Nederländerna |
| 11:30 | Australien | 9-4      | Japan         |
| 18:30 | Kanada     | 2-0      | Grekland      |
| 19:30 | Kuba       | 10-2     | Taiwan        |

#### 20 augusti
| Tid   | Lag 1         | Resultat | Lag 2      |
| ----- | ------------- | -------- | ---------- |
| 10:30 | Italien       | 5-4      | Taiwan     |
| 11:30 | Kanada        | 1-9      | Japan      |
| 18:30 | Grekland      | 6-11     | Australien |
| 19:30 | Nederländerna | 2-9      | Kuba       |

#### 21 augusti
| Tid   | Lag 1      | Resultat | Lag 2         |
| ----- | ---------- | -------- | ------------- |
| 10:30 | Taiwan     | 3-4      | Japan         |
| 11:30 | Kuba       | 5-2      | Kanada        |
| 18:30 | Australien | 22-2     | Nederländerna |
| 19:30 | Grekland   | 12-7     | Italien       |

#### 22 augusti
| Tid   | Lag 1         | Resultat | Lag 2      |
| ----- | ------------- | -------- | ---------- |
| 10:30 | Nederländerna | 5-1      | Taiwan     |
| 11:30 | Japan         | 6-1      | Grekland   |
| 18:30 | Kuba          | 5-0      | Italien    |
| 19:30 | Kanada        | 11-0     | Australien |

### Slutspel
|  | Semifinaler | Semifinaler |   |  | Final      | Final |  |
|  |             |             |   |  |            |       |  |
|  | 24 augusti  |             |   |  |            |       |  |
|  | Australien  | 3           |   |  |            |       |  |
|  | Japan       | 0           |   |  |            |       |  |
|  |             |             |   |  |            |       |  |
|  |             |             |   |  | 25 augusti |       |  |
|  |             |             |   |  | Australien | 2     |  |
|  |             | Kuba        | 6 |  |            |       |  |
|  |             |             |   |  |            |       |  |
|  |             |             |   |  |            |       |  |
|  |             |             |   |  |            |       |  |
|  | 24 augusti  |             |   |  |            |       |  |
|  | USA         | 3           |   |  |            |       |  |
|  | Sydkorea    | 2           |   |  |            |       |  |

### Bronsmatch
|       | Resultat |        |
| ----- | -------- | ------ |
| Japan | 11 - 2   | Kanada |

## Slutställning
| Placering | Nation        |
| --------- | ------------- |
| 1         | Kuba          |
| 2         | Australien    |
| 3         | Japan         |
| 4         | Kanada        |
| 5         | Taiwan        |
| 6         | Nederländerna |
| 7         | Grekland      |
| 8         | Italien       |